# Quận Bandera, Texas
Quận Bandera (tiếng Anh: Bandera County) là một quận trong tiểu bang Texas, Hoa Kỳ. Quận lỵ đóng ở thành phố Bandera6.
Quận này thuộc vùng đô thị San Antonio.

## Thông tin nhân khẩu
Theo điều tra dân số 6 năm 2000, đã có 17.645 người, 7.010 hộ, và 5.061 gia đình sống trong quận. Mật độ dân số là 22 người cho mỗi dặm vuông (9/km ²). Có 9.503 đơn vị nhà ở với mật độ trung bình là 12 cho mỗi dặm vuông (5/km ²). Cơ cấu dân tộc của dân cư trong quận như sau 94,02% người da trắng, 0,33% da đen hay Mỹ gốc Phi, 0,90% người Mỹ bản xứ, 0,28% người châu Á, 0,06% người đảo Thái Bình Dương, 2,55% từ các chủng tộc khác, và 1,86% từ hai hoặc nhiều chủng tộc. 13,51% dân số là người Hispanic hay Latino thuộc chủng tộc nào.
Có 7.010 hộ, trong đó 29,10% có trẻ em dưới 18 tuổi sống chung với họ, 60,80% là các cặp vợ chồng sống với nhau, 7,30% có chủ hộ là nữ không có mặt chồng, và 27,80% là không lập gia đình. 23,20% của tất cả các hộ gia đình đã được tạo thành từ các cá nhân và 9,90% có người sống một mình 65 tuổi trở lêni. Bình quân mỗi hộ là 2,49 và cỡ gia đình trung bình là 2,92.
Trong quận, cơ cấu tuổi của dân cư với 24,70% ở độ tuổi dưới 18, 5,80% 18-24, 25,70% 25-44, 27,60% 45-64, và 16,20% người 65 tuổi trở lên. Tuổi trung bình là 41 năm. Cứ mỗi 100 nữ có 99,00 nam giới. Cứ mỗi 100 nữ 18 tuổi trở lên, đã có 98,30 nam giới.
Thu nhập trung bình cho một hộ gia đình trong quận đã được $ 39.013, và thu nhập trung bình cho một gia đình là $ 45,906. Nam giới có thu nhập trung bình $ 31.733 so với 24.451 $ cho phái nữ. Thu nhập trên đầu cho các quận được $ 19,635. Giới 7,70% gia đình và 10,80% dân số sống dưới mức nghèo khổ, trong đó có 12,20% những người dưới 18 tuổi và 9,40% có độ tuổi từ 65 trở lên. 